# پاتریک بوشو
پاتریک بوشو (به فرانسوی: Patrick Bauchau) (زاده ۶ دسامبر ۱۹۳۸) بازیگر بلژیکی است.
از نقش‌آفرینی‌هایش می‌توان به بازی در فیلم‌های زن هرجایی، نمایی از یک قتل، عصر جدید، بیگانه را بگیر، اقدامات فوق‌العاده، فراموشی و مترجمان اشاره کرد.